# スーパーキャンディーズ
スーパーキャンディースとは、キャンディーズファンの私設グループである。正式名は英文字で「SUPER・CANDIES」、略称は「スパキャン」。

## 概要
創設の経緯は不明であるが、「年下の男の子」が大ブレイクした1975年の秋～冬頃には既に活動していた。
組織的には
- 会長が北東京支部長を兼任
- 副会長兼埼玉支部長
- 経理担当兼南東京支部長
- 神奈川支部長

という幹部構成となっていた。

## エピソード
『ヤングタウンTOKYO』の公開生放送が行われていたTBSホールでは常連客で、前日夜から整理券を求めて並ぶ列の前の方には必ずスパキャンメンバーが居たとされる。
「ハートのエースが出てこない」の頃は、会員数は50名程度であった。
活動は一般のファンと同様であったが、いわゆる「追っかけ活動」が盛んであり、中でもキャンディーズが乗ったクルマをバイクで追跡する迷惑行為を行っていた。
その後全国規模に拡張してゆき、公式ファンクラブ以外の私設グループでは最大規模を誇ったと自称している。
渡辺プロ友の会キャンディーズファンクラブを敵視していた。
特に、後のキャンディーズカンパニー代表で、当時ファンクラブの総帥であった松山正明に対しては本当の「敵」のような思いを持っていたとされる。船橋ヘルスセンターにて、松山がスパキャンメンバーに対して「活動資金の足しにして欲しい」と現金を渡そうとしたところ、同会から猛反発を受けた。この事件によって、友の会ファンクラブの支部、もしくは松山へ対する憎悪が更に高まったとしている。
松山側は「ファンはひとつ」というポリシーの下に、組織の壁を越えて積極的に歩み寄っていた。その頃は、全国キャンディーズ連盟として数多のファングループが統一化されつつあった時期であった。キャンディーズが解散を宣言した以降は、スパキャン側が松山の情熱によって譲歩し、活動を共にした。

ファンクラブなどと同様にキャンディーズ解散後に活動を停止。